# Ancient Dome
Ancient Dome ist eine italienische Thrash-Metal-Band aus Saronno, die im Jahr 2000 gegründet wurde.

## Geschichte
Die Band wurde im Jahr 2000 von dem Gitarristen Paolo „Paul“ Porro, dem Bassisten Matteo „Cuzzo“ Cuzzolin und dem Gitarristen Gabriele „Pech“ Borghi gegründet. Die Besetzung wurde im selben Jahr durch das Hinzukommen des Schlagzeugers Salvatore „Syra“ Siragusano vervollständigt. 2004 verließ Borghi die Band und wurde durch Alessandro „Ale“ Fontana ersetzt. Daraufhin wurde das erste Demo namens Once Were Thrashers aufgenommen. 2005 schloss sich eine selbstbetitelte EP an. In den beiden folgenden Jahren hielt die Band Konzerte auf konstanter Basis ab. Im Juni 2007 stieg Siragusano aus, woraufhin Girgio „Joe“ Alberti als neuer Schlagzeuger hinzukam. Im November begannen die Aufnahmen zum Debütalbum Human Key, das im Januar 2009 bei dem italienischen Label Punishment 18 Records veröffentlicht wurde. Der Veröffentlichung schlossen sich Konzerte an, wobei Ancient Dome unter anderem für Artillery, Whiplash, Holy Moses und Heathen spielte. Im September 2010 schloss sich bei demselben Label das zweite Album unter dem Namen Perception of This World an. Im Februar 2011 schrumpfte die Besetzung auf vier Mitglieder zusammen, infolgedessen Gerardo „Jerry“ De Feo nun den Gesang übernahm. Im Oktober verließ Cuzzolin die Band, sodass im Januar 2012 Davide „White“ Bianchi für ihn einstieg. Im Juni wurde die Kompilation Hunting the M.I.L.F. über das italienische Label DeathStorm Records veröffentlicht. Der Tonträger besteht aus zwei neuen Songs, neu aufgenommenen Titelliedern der beiden zuvor erschienenen Alben (worin Cuzzolin noch den Bass spielt) sowie dem 2004er Demo und der EP aus dem Jahr 2005. Nach weiteren Auftritten, unter anderem zusammen mit Master, erschien im Mai 2013 über DeathStorm Records eine Split-Veröffentlichung mit Metalheadz, die Blast from the Future betitelt wurde. Diese zwei neuen Songs waren die ersten offiziellen Aufnahmen in neuer Besetzung. Im Juli 2013 begab sich die Band erneut ins Studio, um das Album Cosmic Gateway to Infinity aufzunehmen. Die Aufnahmen wurde im Januar 2014 beendet, woraufhin das Album im Oktober bei Punishment 18 Records veröffentlicht wurde. In der Zwischenzeit war die Band auf verschiedenen kleineren Festivals im Norden Italiens aufgetreten und hatte Konzerte mit Bands wie E-Force abgehalten. Im Dezember verließ Bianchi Ancient Dome und wurde fünf Monate später durch Girgio „Giò“ Mina ersetzt. Danach wurde die EP O.W.T. …and Still We Are aufgenommen und im Oktober 2015 über DeathStorm Records publiziert, um das zehnjährige Bestehen des Demos Once Were Thrashers zu feiern. Gegen Ende des Jahres verließ auch Fontana die Band, welcher anschließend durch Marco Colombo ersetzt wurde.

## Stil
Laut der Bandbiografie habe die Gruppe anfangs noch Heavy Metal gespielt, ehe sie durch den Thrash Metal der San Francisco Bay Area dazu bewogen worden sei, den Klang von Bands wie Metallica, Megadeth, Heathen, Testament, Coroner, Artillery, Forbidden, Slayer, Exodus und Overkill nachzuempfinden. Reini von stormbringer.at schrieb in seiner Rezension zu Human Key, dass hierauf klassischer Thrash Metal zu hören ist, der sich an älteren Werken von Bands wie Heathen oder Forbidden orientiere. Die Musik sei solide, biete jedoch keine Höhepunkte. In den Songs paare die Gruppe Aggressivität mit Melodien, wobei sie auch gelegentlich in den Power Metal abdriften würden. Auch Florian von metal.de zog in seiner Rezension zu Perception of This World einen Vergleich zu klassischem Thrash Metal. Er hörte Einflüsse von Kreator und Slayer heraus. Besonderen Wert lege die Band auf Abwechslung, was sich im variablen Gesang und den E-Gitarren, die mal melodisch, mal aggressiv seien, widerspiegle. Auch seien Parallelen zu Iced Earth und Death hörbar.

## Diskografie
- 2004: Once Were Thrashers (Demo, Eigenveröffentlichung)
- 2005: Bustock (Live-Album, Eigenveröffentlichung)
- 2005: Ancient Dome (EP, Eigenveröffentlichung)
- 2008: Promo 2008 (Demo, Eigenveröffentlichung)
- 2009: Human Key (Album, Punishment 18 Records)
- 2010: Perception of This World (Album, Punishment 18 Records)
- 2012: Hunting the M.I.L.F. (Kompilation, DeathStorm Records)
- 2013: Blast from the Future (Split mit Metalheadz, DeathStorm Records)
- 2014: Cosmic Promo (Demo, Eigenveröffentlichung)
- 2014: Cosmic Gateway to Infinity (Album, Punishment 18 Records)
- 2015: O.W.T. …and Still We Are (EP, DeathStorm Records)